# 718-й истребительный авиационный полк (2-го формирования)
718-й истребительный авиационный полк (718-й иап) — воинская часть Военно-воздушных сил (ВВС) Вооружённых Сил РККА, принимавшая участие в боевых действиях Великой Отечественной войны.

## История наименований полка
За весь период своего существования полк несколько раз менял своё наименование:
- 718-й ночной легкобомбардировочный авиационный полк[1];
- 718-й смешанный авиационный полк[1];
- 718-й истребительный авиационный полк[1];
- 1000-й штурмовой авиационный полк[1];
- Войсковая часть (Полевая почта) 42189[1].

## История полка
718-й истребительный авиационный полк начал формирование 10 ноября 1941 года как 718 ночной легкобомбардировочный авиационный полк при 18-м запасном авиационном полку в г. Сальск. Окончил формирование 12 декабря 1941 года. Принимал участие в боевых действиях с 10 января 1942 года по 20 сентября 10 января 1942 года. 20 сентября 1942 года полк переформирован в 718-й смешанный авиационный полк.
Как 718-й смешанный авиационный полк принимал участие в боевых действиях с 20 сентября 1942 года по 1 марта 1943 года. с 20 мая 1942 года по август 1942 года полк находился в составе ВВС 18-й армии. С 5 февраля 1943 года полк по приказу Командующего 5-й воздушной армией перебазировался на аэродром Майкоп для переучивания с У-2 на И-15бис. 12 февраля 1943 года полк получил 11 самолётов И-153 из 977-го иап. 1 марта 1943 года полк переформирован в 718-й истребительный авиационный полк с переходом на штат 015/284. С 1 марта полк в составе 5-й воздушной армии Северо-Кавказского фронта на самолётах И-15бис и И-153. Боевой работы не вёл. 30 марта полк передал одну эскадрилья на И-153 в 611-й истребительный авиационный полк. 23 марта полк выведен в 6-й отдельный учебно-тренировочный авиационный полк 4-й воздушной армии в город Ставрополь, где по 4 июля 1943 года осваивал самолёты ЛаГГ-3. С 17 июля полк перебазировался во 2-й запасной истребительный авиационный полк Московского военного округа на ст. Сейма Горьковской области, где находился по 31 августа 1943 года. 31 августа 1943 года полк переформирован в 1000-й штурмовой авиационный полк.
В составе действующей армии полк находился с 1 марта 1943 года по 4 июля 1943 года.

### Командиры полка
- майор Григоренко Сергей Фролович[1], 17.12.1941 — 31.08.1943

## В составе соединений и объединений
| Период        | Фронт (округ)            | армия               | дивизия                                             | примечание |
| ------------- | ------------------------ | ------------------- | --------------------------------------------------- | ---------- |
| 01.03.1943 г. | Северо-Кавказский фронт  | 5-я воздушная армия |                                                     |            |
| 23.04.1943 г. | Северо-Кавказский фронт  | 4-я воздушная армия | 6-й отдельный учебно-тренировочный авиационный полк |            |
| 17.07.1943 г. | Московский военный округ | ВВС округа          | 2-й запасной истребительный авиационный полк        |            |
| 31.08.1943 г. | Московский военный округ | ВВС округа          | 2-й запасной истребительный авиационный полк        |            |

## Итоги боевой деятельности полка
Боевой работы как истребительный авиационный полк не вёл.

## Самолёты на вооружении
| Период                  | Самолёты | Фото       | Период                  | Самолёты | Фото   |
| ----------------------- | -------- | ---------- | ----------------------- | -------- | ------ |
| 10.11.1941 — 23.04.1943 | У-2      | По-2 (У-2) | 05.02.1943 — 23.04.1943 | И-153    | И-153  |
| 10.11.1941 — 23.04.1943 | И-15     | И-15бис    | 23.04.1943 — 31.08.1943 | ЛаГГ-3   | ЛаГГ-3 |